# Louis Haghe
Louis Haghe, né le 17 mars 1806 à Tournai et mort le 9 mars 1885 dans le Surrey, est un lithographe et aquarelliste.

## Biographie
Louis Haghe naît le 17 mars 1806 à Tournai. Son père et son grand-père exerçaient tous deux la profession d'architecte à Tournai et on s'attendait à ce qu'il en fasse autant. 
Enfant, on l'encourage à dessiner dans le bureau de son père, et cette exposition à un environnement architectural a pu déterminer ses préférences en tant qu'artiste.
Louis Haghe est formé à l'aquarelle à l'adolescence.[réf. souhaitée]
Il fait ses études avec Dewasme.
Il trouve du travail dans l'art relativement nouveau de la lithographie lorsque la première presse est installée à Tournai.[réf. souhaitée]
En 1823, il se rend à Londres et s'y établit.
Avec William Day (1797-1845), il forme en 1829 le partenariat Day & Haghe, qui devient la plus célèbre imprimerie lithographique de l'époque victorienne. Au cours de leurs premières années, Day et Haghe impriment des lithographies traitant d'un large éventail de sujets, tels que des scènes de chasse, des vues topographiques et des représentations de genres.
En 1834 et en 1835, il expose à Paris des vues destinées aux Voyages Pittoresques de Taylor et Nodier (volumes du Languedoc : Carcassonne, Cette, St Martin du Canigou, etc.).
Les lithographies de Day & Haghe sont si méticuleusement conçues et techniquement avancées qu'en 1838, Day et Haghe sont nommés "lithographes de la Reine". Après la mort de William en 1845, l'entreprise devient connue sous le nom de Day & Son et, au milieu de l'époque victorienne, elle ouvre la voie en tant que pionnière du développement récent de la lithographie imprimée en couleurs.
Son projet le plus ambitieux est sans doute de fournir 250 images de David Roberts, The Holy Land, Syria, Idumea, Arabia, Egypt & Nubia (La Terre Sainte, la Syrie, l'Idumée, l'Arabie, l'Égypte et la Nubie) imprimées entre 1842 et 1849. Roberts fait l'éloge de son talent et de son art, bien que John Ruskin l'appelle "forced".[réf. souhaitée]
À partir des années 1850, il se spécialise dans l'aquarelle, dont Intérieur de la cathédrale de Sienne.
Il acquiert une réputation pour ses scènes architecturales d'Europe du Nord, ses tableaux étant achetés et exposés par le Victoria and Albert Museum. Il a également des peintures à l'huile, qui sont exposées à l'Institution britannique.[réf. souhaitée]
Un des fondateurs de la New Society of Painters in Water Colours, il en devient plus tard président(de 1873 à 1884)[réf. souhaitée].
Les œuvres artistiques de Haghe sont réalisées en dépit d'une difformité dans sa main droite depuis sa naissance.[réf. souhaitée]
Il meurt le 9 mars 1885 à Stockwell Road, et est inhumé au cimetière de West Norwood.
Son frère cadet Charles Haghe (-1888) (également connu sous le nom de Charles Hague) est employé comme assistant à Day and Haghe, et y reste après le départ de Louis.[réf. souhaitée]

## Œuvre
Il représente à l'aquarelle ou en lithographie surtout des sites de campagnes, les rues de village et de vieilles villes du nord de la France et des Pays-Bas. Parmi ses meilleurs ouvrages, on mentionne trois volumes de croquis lithographiques sur l'Allemagne et la Belgique, publiés à Londres de 1840 à 1850. De 1835 à  1884, il prend part à de nombreuses expositions à Londres, à la British Institution et à la New Water Colours Society; on ne trouve pas son nom sur les catalogues de la Royal Academy.